# Джеймс Гамільтон, 4-й герцог Гамільтон
Джеймс Дуглас Гамільтон (11 квітня 1658 — 15 листопада 1712) — шотландський аристократ, вождь клану Гамільтон, IV герцог Гамільтон, І герцог Брендон, Перший пер Шотландії, спадковий хранитель палацу Голіруд, генерал-лейтенант, лорд-лейтенант Ланаркширу, віце-адмірал Ланраркширу, посол Великої Британії у Франції в 1683—1684 та в 1712 роках.

## Життєпис

### Молоді роки
Джеймс Дуглас Гамільтон народився в родинному замку Гамільтон, що в Ланаркширі. Він був старшим сином Вільяма Дугласа (1634—1694) — І графа Селкірка та Анни Гамільтон (1631—1716) — ІІІ герцогині Гамільтон. Його батько Вільям Дуглас змінив прізвище на Дуглас Гамільтон.
Джеймс Гамільтон до 1698 року носив титул графа Арран. Він по матері був родичем шотландської королівської династії Стюартів і мав право претендувати на престол Шотландії та Англії. Він отримав домашню освіту і мав низку хороших вчителів. Потім вчився в університеті Глазго. Потім він вирушив в подорож на континент.
У 1679 році Джеймс Гамільтон став шляхтичем при дворі короля Англії Карла ІІ Стюарта. У 1683—1684 роках він був послом Англії у Франції при дворі короля Франції Людовика XIV. Джеймс Гамільтон тоді володів титулом граф Арран. Він протягом року жив у Франції і брав участь у двох військових компаніях. Після повернення в Англію він підтримав нового короля Англії Якова ІІ Стюарта, з'явився до його двору і представив рекомендовані листи від короля Франції Людовика XIV. Новий король Англії та Шотландії затвердив графа Аррана на його колишніх посадах. У 1687 році Джеймс Гамільтон став кавалером ордена Будяка.
У 1688 році відбулась «Славна революція» і короля Якова ІІ скинули з престолу. Граф Арран відмовився перейти на сторону нового короля Англії — голландського стратхаудера Вільгельма Оранського, що зайняв англійський престол під іменем короля Вільгельма ІІІ. Графа Арран підозрювали в інтригах проти нового короля і він двічі опинявся за ґратами в Тауері, але щоразу без будь-яких звинувачень його звільняли.

### Герцог Гамільтон

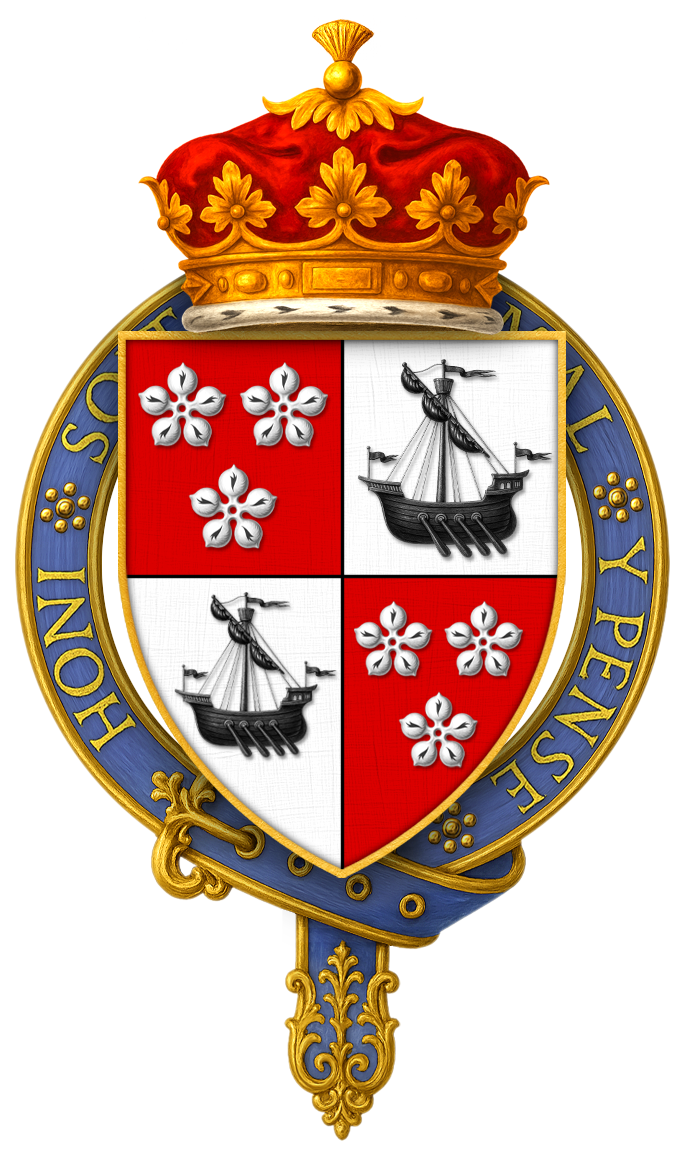
Герб герцогів Гамільтон.

У 1694 році помер Вільям Дуглас — І граф Селкірк, батько графа Арран. У липні 1698 року Анна Гамільтон — герцогиня Гамільтон відмовилась від своїх титулів на користь короля Ангілї Вільгельма Орнанського, що через місяць передав їх Джеймсу Гамільтону. Його затвердили в титулах герцога Гамільтона, маркіза Клайдсдейла, графа Аррана, графа Ланарк, графа Кембрідж. Новий герцог Гамільтон не дивлячись на лояльність його батьків до нового короля Англії Вільгельма Оранського підозрювався в співчутті якобітам.

### Проект Дар'єн таАкт Унії (1707)
Клан Гамільтон створив політичну групу, яка висунула ідею створення шотландської колонії в Новому світі — Дар'єн на території нинішньої Панами в 1690-х роках. Ідею підтримав парламент Шотландії і низка шотландських кланів та аристократів. Джеймс Гамільтон та його мати Анна Гамільтон вклали багато коштів та сил на організацію двох експедицій в Панаму. Але спроба створити колонію закінчилась повною катастрофою. Проект Дар'єн привів до банкротства багатьох людей, що його фінансували і до фінансової кризи всієї Шотландії загалом. А в Шотландії і без того були фінансові проблеми, борги, інфляція.
У цей час у політичних колах Британських островів активно проштовхували проект унії — об'єднання Шотландії та Англії в єдину державу. На той час Англія, Шотландія та Ірландія юридично вважалися окремими королівствами, хоча король Англії одночасно був королем Шотландії та королем Ірландії. Шотландія та Ірландія теоретично мали власні парламенти, власну судову систему та інші атрибути незалежних держав. Унія ліквідувала навіть залишки цієї автономії і державності. Проти Унії активно виступили низка шотландських кланів, що мріяли про повну незалежність Шотландії і власного короля. До цих кланів належав і клан Гамільтон. Джеймс Гамільтон був нащадком шотландських королів з династії Стюартів і мав право на трон Шотландії. Джеймс Гамільтон був би реальним претендентом на трон Шотландії, якби Шотландія відмовилася визнати своєю королевою і спадкоємницею трону Стюартів Софію Ганноверську — онучку по материнській лінії короля Шотландії та Англії Якова І Стюарта.
Під час підписання акту про Унію герцог Гамільтон діяв неефективно, коливався між різними партіями, не підтримав прихильників повної незалежності Шотландії. У 1707 році під час голосування про Унію Джеймс Гамільтон утримався від голосування і лишився в своєму палаці Голіруд, заявивши, що він хворий і не може брати участь в голосуванні. Унія була прийнята і Шотландія втратила навіть залишки своєї автономії.
У 1711 році Джеймс Гамільтон отримав титул герцога Брендона (графство Соффолк) і став пером Великої Британії. Крім того, йому був дарований титул барона Даттон у графстві Чешир. У жовтні 1712 року він став кавалером Ордена Підв'язки. У тому ж році він став вдруге послом Великої Британії до Франції.

### Дуель у Гайд-парку і смерть

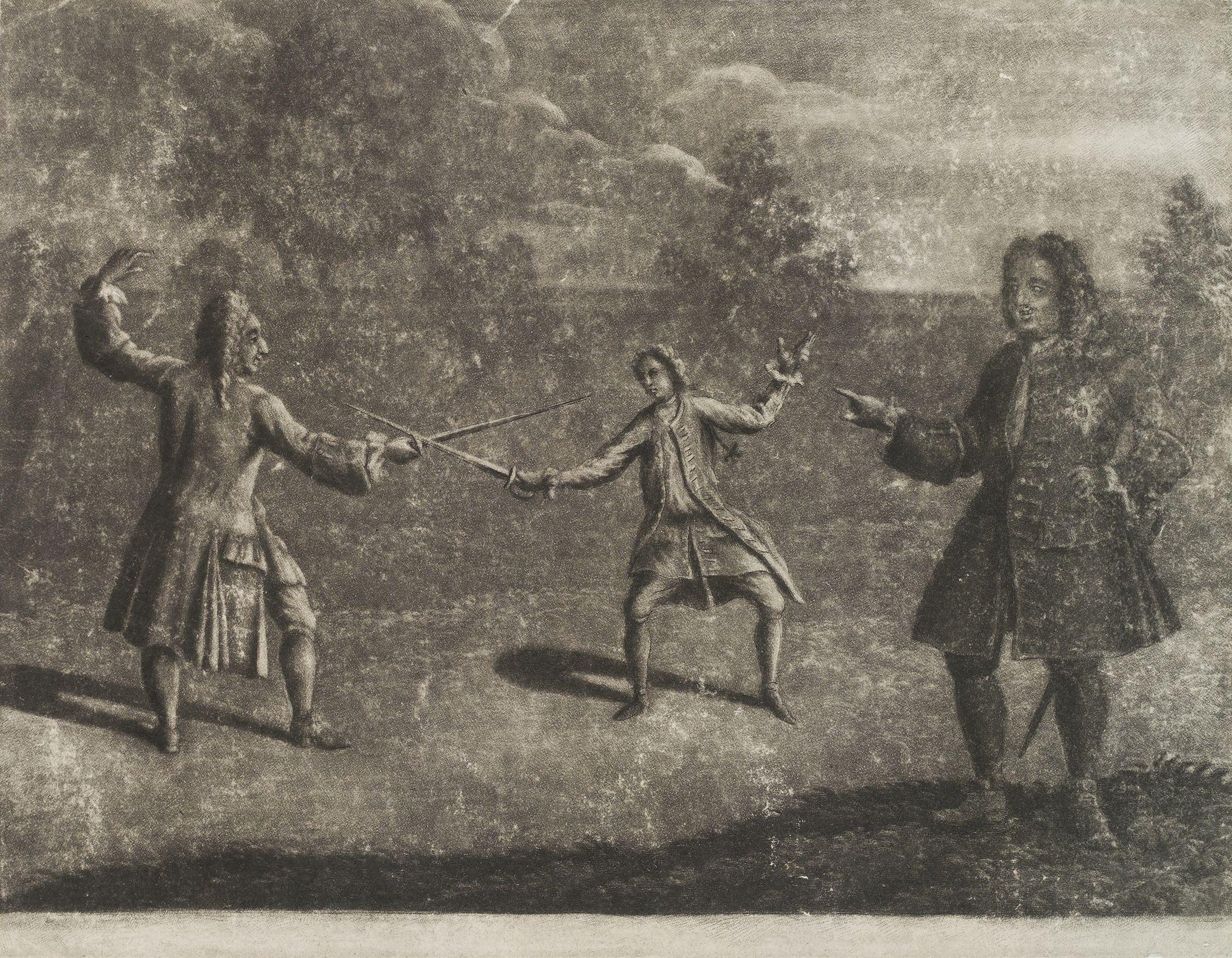
Дуель Гамільтона та Мохуна в Гайд-парку.

15 листопада 1712 року Джеймс Гамільтон мав дуель з Чарльзом Мохуном (1615—1712) — IV бароном Мохуном в Гайд-парку в Вестмінстері. Причини дуелі були наступні. Після смерті Фіттона Джеральда (1663—1702) — ІІІ графа МакКлесфілд, що не лишив нащадків, почалися суперечки з приводу його спадку в графстві Чешир. Герцог Гамільтон був одружений з Елізабет Джеральд — онучкою Карла Джеральда — І графа МакКлесфілд. Тому він заявив про свої претензії на спадок. Фіттон Джеральд написав заповіт в якому зазначив, що спадкоємцем є його бойовий побратим Чарльз Мохун — барон Мохун. Був суд, після якого барон Мохун викликав герцога Гамільтона на дуель. Дуель відбулась вранці 15 листопада. Під час дуелі обидва супротивники смертельно поранили один одного.

## Родина
1 Дружина Анна Спенсер (1667—1690) — дочка Роберта Спенсера, 2 графа Сандерленда та леді Анни Дігбі.
Діти: дві дочки, які померли в дитинстві.
2 Дружина Елізабет Джеральд (1680—1743) — дочка Дігбі Джеральда, V барона Джеральда 
Діти:
- леді Елізабет Гамільтон (1699—1702)
- леді Кетрін Гамільтон (1700—1712)
- леді Шарлотта Гамільтон (1701—1774) — одружилась з Чарльзом Едвіном (? — 1750) — есквайром, у 1736 році
- Джеймс Гамільтон (1703—1743) — V герцог Гамільтон, ІІ герцог Брендон
- лорд Вільям Гамільтон (1705—1734)
- леді Сюзанна Гамільтон (1706—1753)
- Енн Гамільтон (1709—1748) — від нього походять ХІІІ герцог Гамільтон і всі наступні герцоги Гамільтон

Позашлюбні діти:
- Джеймс Аберкомбрі (1680—1724)
- Чарльз Гамільтон (1691—1754)
- 2 дочки.